# Leipäre
Leipäre är öar i Finland. De ligger i Bottenviken och i kommunen Simo i landskapet Lappland, i den norra delen av landet. Öarna ligger omkring 120 kilometer söder om Rovaniemi och omkring 590 kilometer norr om Helsingfors.
Arean för den av öarna koordinaterna pekar på är 0,8 hektar och dess största längd är 150 meter i sydväst-nordöstlig riktning. Närmaste större samhälle är Simo stationssamhälle, 19,4 km nordost om Leipäre.